# Новгород-Северский полк
Новгород-Северский полк — территориальная и военно-административная единица Войска Запорожского со столицей в Новгороде-Северском.

## История
Новгород-Северский полк был создан в 1653 году из Шептаковской, Новгородской, Ямпольской, Воронежской, Глуховской, Кролевецкой, Коропской и Новомлинской сотен Нежинского полка. После Переяславской рады 1654 года полк был упразднён, а сотни возвращены в состав Нежинского полка.
В другом источнике указано, что во время Хмельницкого город вошёл в состав гетманщины и стал сотней сначала черниговского, а потом стародубского полков.
В 1668 году полк был восстановлен П. Дорошенко в составе двух Новгородских, Шептаковской и Топальской сотен. К концу 1668 года полк фактически прекратил своё существование, и в январе 1669 года был официально ликвидирован Д. Многогрешным.

## Полковники
В полку было два полковника:
- Коробка, Юхим (1653 — 1654)
- Урбанович, Александр (1668)